# Bremische Volksbank Weser-Wümme
Die Bremische Volksbank Weser-Wümme eG ist eine deutsche Genossenschaftsbank mit Sitz in Bremen innerhalb der Freien Hansestadt Bremen.

## Geschichte

### Gründung
Am 2. Dezember 1926 trafen sich zehn bremische Handwerker, Kaufleute und Angehörige freier Berufe im Hause Martinistraße 20 in Bremen. Sie gründeten die Bremische Genossenschaftsbank eGmbH, die Vorgängerin der Bremischen Volksbank Weser-Wümme. Ziel der örtlichen Genossenschaftsbank war es, „dem gewerblichen Mittelstand in Handwerk und Handel“ in Bremen finanziell zur Seite zu stehen. „Hilfe zur Selbsthilfe“ hieß das Motto für die Mitglieder, weil Großbanken in der Regel in der Finanzierung der Industrie tätig und als Finanzpartner für den Mittelstand meist zu teuer waren. Am Ende ihres ersten ordentlichen Geschäftsjahres wies die Bank eine Bilanzsumme in Höhe von 135.347 RM aus. Die Anzahl der Mitglieder hatte sich von ursprünglich zehn auf 105 erhöht.

### Bis 1945
Im Jahr 1930 wurde die Bremische Genossenschaftsbank in Bremische Wirtschaftsbank eGmbH umbenannt, nachdem der Ruf der Genossenschaftsbanken durch den Konkurs der in Bremen ansässigen Beamtenbank eGmbH erheblich gelitten hatte. Aufgrund der widrigen wirtschaftlichen Verhältnisse jener Zeit geriet auch die Bremische Wirtschaftsbank in Schwierigkeiten.
Ende 1933 verbesserte sich die Geschäftslage der Bank. Die Kundeneinlagen stiegen. Die Bremische Wirtschaftsbank unterstützte mit Krediten das Arbeitsbeschaffungsprogramm der Regierung. Im selben Jahr trat die Bremische Wirtschaftsbank dem Deutschen Genossenschaftsüberweisungsring bei, wodurch der Überweisungsverkehr und der Scheckeinzug schneller und günstiger wurden. 1935 wurde die manuell betriebene Buchhaltung auf maschinellen Betrieb umgestellt. 1939 überstieg die Bilanzsumme der Bank erstmals die Eine-Million-Grenze.
1940 wurde die Bremische Wirtschaftsbank in Bremische Volksbank eGmbH umbenannt.
Im Jahr 1941 wurde die Bank erstmals ausgebombt. In den Kriegsjahren zog sie in immer wieder wechselnde Ausweichquartiere um. Als das Geschäftslokal in der Obernstraße Nr. 78/80 am 30. Juni 1941 durch einen Luftangriff zerstört wurde, wechselte die Bank seit der Gründung bereits zum fünften Mal ihren Standort. Einige Monate war sie bei der Bäcker-Einkauf eGmbH in der Langenstraße 42 untergebracht; am 1. Juni 1942 bezog sie neue Geschäftsräume in der Ansgaritorstraße 18. In einer Bombennacht wurden auch sie am 19. August 1944 zerstört. In dem Jahr betrieb die Bremische Volksbank ihre Geschäfte zeitweilig in einer Bürogemeinschaft mit der Deutschen Bank am Domshof, nach erneuter Zerstörung vorübergehend unter dem Dach der Commerzbank im Schüsselkorb. Bei Kriegsende befand sie sich in angemieteter Einrichtung im beschädigten Gebäude der während des Krieges geschlossenen Depositenkasse der Norddeutschen Kreditbank Sielwall 4.

### 1945 bis 1959
1948 war die Bilanzsumme der Bank mit 5,1 Millionen RM auf den höchsten Stand seit der Gründung gestiegen, weil die Kunden alle verfügbaren Mittel auf ihre Konten eingezahlt hatten, um diese bei der Währungsreform in die Umstellungsrechnung einzubringen.
Nach der Währungsreform stiegen Spareinlagen an und der in Gang kommende Wiederaufbau der Stadt ließ das Kreditgeschäft anziehen. Die Zeichen standen auf Expansion.
Im Jahr 1949 mietete die Bank Am Dom 6 neue Geschäftsräume von der Versicherungsgesellschaft Neue Welt, dem späteren Deutschen Ring, an.
1951 feierte die Bremische Volksbank ihr 25-jähriges Bestehen mit 700 Gästen in der Glocke. Seit der Währungsreform hatte sich die Bilanzsumme der Bank mehr als versechsfacht und betrug Ende 1951 über zwei Millionen DM. Die Zahl der Mitglieder nahm um mehr als 40 % auf 589 Personen zu.
Zu Beginn der 1950er Jahre weiteten sich die Marktaktivitäten der Bank erheblich aus. Das Angebot an den Sparer umfasste vermehrt hauseigene Sparformen wie das Klubsparen und Gewinnsparen. Mit Erfolg verkauft wurde aber auch das durch den Staat geförderte steuerbegünstigte Sparen. Andererseits schaltete sich die Bank aktiv in die Finanzierung des Wiederaufbaus ein und förderte vor allem auch Existenzgründungen mittelständischer Betriebe. Die langfristigen Ausleihungen (Hypotheken-, Investitionskredite und Darlehen aus Mittelstandprogrammen für das Handwerk) nahmen kräftig zu. Zudem engagierte sich die Bank nach Inkrafttreten des Lastenausgleichsgesetzes bei der treuhänderischen Verwaltung von Aufbaudarlehen zur Schaffung von Dauerarbeitsplätzen in der Hansestadt.
Im Jahr 1953 richtete die Bremische Volksbank ihre erste Hauptzweigstelle – die Volksbank Rotenburg – in Rotenburg (Wümme) ein. Gleichzeitig wurde die erste Zahlstelle der Bank in der wesentlichen Vorstadt Bremens – in der Waller Heerstraße – eröffnet. Es folgte eine weitere Bremer Zweigstelle 1956 in Findorff. 1956 eröffnete die Bank als zweite Hauptzweigstelle die Volksbank Achim im ehemaligen Pfort-Haus in der Obernstraße in Achim.
Mit ihrer aktiven Zweigstellenpolitik entsprach die Bremische Volksbank bereits sehr frühzeitig dem Zug der Zeit: Für die deutsche Kreditwirtschaft war mit dem Ende der 50er Jahre die Zeit der bankwirtschaftlichen Idylle ausgelaufen.
1957 wurde die Zinsverordnung aufgehoben, die zwei Jahre zuvor das Soll- und Habenzinsabkommen abgelöst hatte. Damit war die seit 1932 in Deutschland bestehende Zinsreglementierung außer Kraft gesetzt. Banken und Sparkassen hatten Spielraum für eine aktivere Politik mit eigener Konditionengestaltung und verbreiterter Angebotspalette gewonnen. Damit begann aber auch die Zeit eines intensiven Wettbewerbs in Bankensektor: Die stark gestiegenen Einkommen breiter Bevölkerungsschichten machten das Mengengeschäft auch für Groß- und Kreditbanken interessant. Sie versuchten, in die Klientel der Genossenschaftsbanken einzudringen. Die Volksbanken antworteten mit größerer Angebotsvielfalt und versuchten, ihren Kundenkreis auszuweiten. Sie knüpften ein enges Geschäftsnetz, um die Wege der Kunden zur Bank zu verkürzen. Somit erwies sich die aktive Zweigstellenpolitik der Bremischen Volksbank mit drei Zahlstellen im Bremer Stadtgebiet und zwei Hauptzweigstellen in Rotenburg und Achim als richtig.
Für die Bremische Volksbank ging das Jahrzehnt stürmischen Wachstums 1959 mit einem Paukenschlag zu Ende: „Der Umsatz überschnitt die Milliardengrenze“ titelte der Weser-Kurier. Und Frithjof Krüger, seit 1949 Vorstandsvorsitzender der Bank, sprach auf der 31. Ordentlichen Generalversammlung in der Bremer Glocke vom „bisher erfolgreichsten Jahr seit Bestehen der Bank“.

### 1960er Jahre
Ab 1960 wurde für die Bremische Volksbank das 6-geschossige Haus der Volksbank an der Domsheide/Ecke Balgebrückstraße in Bremen nach Plänen von Carsten Schröck realisiert. Im November 1962 bezog die Bank nach mehr als zehnmaligem Umzug sein Domizil und im Februar 1963 wurde das eingeweiht. Zugleich fand eine grundlegende Neugestaltung der Betriebsorganisation der Bank statt und eine Datenverarbeitungsanlage wurde in Betrieb genommen. Der Geschäftsumfang hatte mit der Einführung des bargeldlosen Zahlungsverkehrs zugenommen.
Im Jahr 1963 überstieg die Anzahl der Mitglieder der Bank die 3000er-Marke. Die Generalversammlung beschloss daher, dass die Rechte der Mitglieder in Zukunft von einer Vertreterversammlung auszuüben seien.
1964 gab die Bremische Volksbank ihren ersten Sparbrief aus. Sie schuf damit eine neue Form der Geldanlage und bot so eine höchstmögliche Verzinsung für Spareinlagen, wie der Geschäftsbericht darlegte.
Im Jahr 1965 wurde die Zweigstelle in der Wartburgstraße in Bremen ausgebaut. Eine Stahlwand im Kundentresen und ein bis zur Decke reichender 25 Millimeter starker Panzerglasaufsatz sicherten die Zweigstelle vor Überfällen. Der Hintergrund: Die Zweigstelle war 1965 gleich zweimal das Ziel von Bankräubern. Beim ersten Mal wurden mehr als 20.000 DM erbeutet. Die beiden Täter wurden nicht gefasst. Das andere Mal hatte der Täter weniger Glück. Der damalige Zweigstellenleiter, Friedrich Meyer, verfolgte den bewaffneten Räuber und jagte ihm die Beute in Höhe von über 6.000 DM kurzerhand wieder ab. Zwar konnte der Täter zunächst entkommen, doch ein pfiffiger Schüler, der ihn weiter verfolgte und sich die Autonummer gemerkt hatte, brachte die Polizei auf die Spur.

### 1970er Jahre
1971 beschlossen die damalige Bremische Volksbank eGmbH und die Spar- und Darlehenskasse Bremen eGmbH, ebenfalls mit Sitz in Bremen, eine Verschmelzung beider Häuser. Aufnehmende Bank wurde die Bremische Volksbank. 1972 genehmigten die Vertreterversammlungen beider Institute die Verschmelzungsverträge. Mit dem Eintrag beim Amtsgericht wurde die Fusion beider Häuser im Juni rechtskräftig. Ausgeweitet wurde durch die Fusion das Geschäftsstellennetz. Zu den drei Hauptzweigstellen in Achim, Rotenburg und Scheeßel sowie sieben Zweigstellen in Findorff, Hemelingen, Neustadt, Steintor, Vahr, West und Baden kamen eine Hauptzweigstelle in Huchting, Borgfeld, Oberneuland und Grolland hinzu.
Im Jahr 1976 begann die Bank im Bremer Rathaus ihr 50-jähriges Jubiläum. Die Bilanzsumme der Bank überstieg 1976 die 200-Millionen-DM-Marke und sie verdoppelte sich nahezu seit der Fusion mit der Spar- und Darlehenskasse Bremen von 1972. Die Zahl der Mitglieder belief sich Ende 1976 auf über 10.000, gegenüber gut 8.000 zum Zeitpunkt der Fusion.

### 1980 bis 1999
1980 wurde mit der Einführung der dezentralen Datenverarbeitung begonnen.
im Jahr 1984 fusionierten die Raiffeisen Volksbank Bremen eG mit Sitz auch in Bremen und die Bremische Volksbank eG. Aufnehmendes Institut war die Bremische Volksbank. Zum Ende des Jahres wies die Bremische Volksbank eine Bilanzsumme von über 437 Millionen DM aus. Die Zahl der Mitglieder war auf fast 13.000 angestiegen.
1992 begab die Bremische Volksbank als Refinanzierungsinstrument eigene Schuldenverschreibungen. Bereits in den ersten acht Monaten konnten für 9,6 Millionen Schuldenverschreibungen platziert werden.
Im Jahr 1993 erwarb die Bank das Startkapital an der VBS Immobilien GmbH. Mit dem Kauf dieses Maklerunternehmens wurde ein entscheidender Schritt zur strategischen Ausrichtung der zukünftigen Geschäftspolitik getan.1994 zeigte die Straffung des Niederlassungsnetzes kostendämpfende Wirkungen. Neue Akzente wurden auch im Bereich des Leistungsangebots gesetzt: Neben der mittelständischen Firmenfinanzierung bildete die Bank einen weiteren Schwerpunkt in der privaten Wohnungsbaufinanzierung.
Im Jahr 1995 wurde das neue Datenverarbeitungsverfahren BB3 eingeführt. 1996 wurden die Niederlassungen in Achim, Rotenburg und Scheeßel in Bremische Volksbank umbenannt. Der Name der Tochter VBS Immobilien GmbH wurde in „Immobilienservice der Bremischen Volksbank GmbH“ umgeändert. 1997 überstieg die Bilanzsumme der Bank erstmals die Marke von einer Milliarde DM. Die Bank präsentierte 1997 in der Geschäftsstelle Achim ihr neues Marktplatzkonzept. Die klassische Trennung der Aufgabenbereiche Kasse, Service und Beratung wurde aufgehoben. 1997 wurden drei kleinere Geschäftsstellen in Borgfeld, Neustadt und Vahr mit größeren Einheiten zusammengelegt.
1999 wurden alle Geschäftsstellen auf das Marktplatzkonzept umgestellt. Gleichzeitig wurde die Geschäftsstelle Scheeßel an die Volksbank eG Sottrum abgegeben.

### Seit 2000
Im Jahr 2000 weitete die Bremische Volksbank das Vertriebswegenetz mit einer personalisierten Homepage aus. Am 2. Dezember 2001 feierte die Bremische Volksbank eG ihr 75-jähriges Jubiläum.
Mit dem Eintritt der Norisbank AG in den Finanzverbund der Volksbanken wird seit März 2003 auch das Markenprodukt easyCredit angeboten. Seit 2009 ist Ulf Brothuhn im Vorstand der Bank. Die Geschäftsstelle in Hemelingen ist seit 2009 am Marktplatz in der Schlengstraße 2. Seit 2013 ist Detlev Herrmann im Vorstand der Bremische Volksbank eG. 2016 wurde das Hauptgebäude der Bank an der Domsheide modernisiert.
Im Jahr 2023 erfolgte die Aufnahme von Fusionsgesprächen mit der Volksbank eG Wümme-Wieste. Die Eintragung der Bank unter dem neuen Namen Bremische Volksbank Weser-Wümme eG erfolgte Anfang Juni 2024 und die technische Fusion wurde am 15. Juni 2024 vollzogen. Seitdem agiert die Bank unter dem Namen „Bremische Volksbank Weser-Wümme eG“ mit den Vorstände Ulf Brothuhn (Vorsitzender), Matthias Dittrich, Detlev Herrmann und Stefan Hunsche.

## Geschäftsausrichtung
Die Bremische Volksbank Weser-Wümme betreibt das Universalbankgeschäft. Im Verbundgeschäft arbeitet sie mit der DZ Bank, R+V Versicherung, Bausparkasse Schwäbisch Hall, Teambank, VR Smart Finanz, DZ Privatbank, DZ Hyp und der Union Investment zusammen.

## Geschäftsgebiet
Das Geschäftsgebiet liegt innerhalb von Bremen und im angrenzenden Umland im Westen des Landkreises Verden sowie im Landkreises Rotenburg (Wümme). Der Name der Bank nimmt Bezug auf die Flüsse Weser und Wümme.
An diesen Orten betreibt die Bank Filialen:
- Bremen (Hauptstelle, jur. Sitz)
- Achim (Landkreis Verden) (Geschäftsstelle)
- Hemelingen (Geschäftsstelle)
- Oberneuland (Geschäftsstelle)
- Ottersberg (Geschäftsstelle)
- Rotenburg (Wümme) (Geschäftsstelle)
- Scheeßel (Geschäftsstelle)
- Sottrum (Geschäftsstelle)
- Bassen (SB-Geschäftsstelle)
- Borgfeld (SB-Geschäftsstelle)
- Findorff (SB-Geschäftsstelle)
- Fintel (SB-Geschäftsstelle)
- Fischerhude (Kreissparkasse Verden)
- Huchting (SB-Geschäftsstelle)
- Kirchwalsede (Sparkasse Rotenburg-Osterholz)
- Posthausen (SB-Geschäftsstelle)

Alle Geschäftsstellen sind mit Geldauszahlungsautomaten ausgestattet. Dazu kommen 21 Geldautomaten an verschiedenen Standorten.
Ebenfalls in Bremen mit sich angrenzendem Geschäftsgebiet ist die Volksbank Bremen-Nord eG ansässig.

## Stiftung
Die Bremische Volksbank eG – Stiftung ist eine Stiftung für die Region Bremen. Unterstützt werden unter anderem kulturelle Einrichtungen wie Theater und Museen sowie kulturelle Veranstaltungen wie Konzerte und Kunstausstellungen. Außerdem werden Bildungseinrichtungen für die Ausbildung von Lernbehinderten sowie die Förderung von Begabten und wirtschaftswissenschaftliche Forschungsprojekte und Einrichtungen zur Integration von Behinderten unterstützt.